# Antoine Jérôme Balard
Antoine-Jérôme Balard (Montpeller, 30 de setembre de 1802 - París, 30 de març de 1876),també conegut com a Antoine Balard, va ser un químic francès del segle xix, descobridor del brom.

## Biografia
Balard va iniciar la seva formació com farmacèutic a École de pharmacie de Montpeller, passant posteriorment a estudis en l'àmbit de la química, on tingué de mestre Joseph Anglada. Ensenyà a l'École normale supérieure i exercí de professor docent titular en la Facultat de les Ciències de París, de 1841 a 1867, succeint en el lloc a Louis Jacques Thénard i posteriorment succeït ell mateix per Henri Claire Deville, director d'estudis en la 2a secció de la Ecole pratique des hautes études.
Paral·lelament, Balard va ser catedràtic del Collège de France en 1851, on va impartir classes a Marcellin Berthelot, membre de la Académie des sciences (Acadèmia de les ciències) en 1844 i president de la Société française de photographie (Societat francesa de fotografia) de 1858 a 1868.

## Obra
Se li deu el descobriment del brom en 1826, element químic halogen que encara no s'havia arribat a aïllar i, amb el seu descobriment, la consegüent aplicació d'aquest metall en la ciència i la indústria. Per aquest descobriment se li va atorgar la Medalla Royal de la Royal Society del Regne Unit en 1830.
Les seves investigacions científiques també li deuen l'haver descobert com extraure sulfat de sodi de l'aigua de la mar, estenent-se a l'aplicació industrial i al comerç, ja que va permetre subministrar en abundància i a baix preu soda artificial i sals de potassa.
Els seus treballs d'investigació i descobriments es troben en les Mémoires que formen part de les Comptes rendus de l'Académie des sciences (Actes de l'Acadèmia de les ciències) i dels Annales de physique et de chimie (Annals de física i química).